# Манохин, Анатолий Иванович
Анато́лий Ива́нович Мано́хин (6 марта 1937, с. Розовка (ныне Запорожской области) — 1 марта 1992, Москва) — советский учёный, специалист в области теории и практики сталеплавильного производства, доктор технических наук (1971), член-корреспондент Академии наук СССР (1979). Лауреат Государственной премии СССР в области науки и техники (1969), Ленинской премии (1976).

## Биография
Родился 6 марта 1937 года в селе Розовка Днепропетровской области в семье рабочего (шофёр) и домохозяйки. В 1943 году семья переехала в Мариуполь, в двухкомнатную квартиру с печным отоплением в двухэтажном доме дореволюционной постройки.
В 1944 году пошёл в семилетнюю школу № 3, где окончил семь классов и перешёл в школу № 4, где получил аттестат зрелости. Несмотря на большой конкурс без особого труда поступил в Ждановский металлургический институт. На пятом курсе во время работы над дипломным проектом ушёл с дневного отделения института, устроился работать подручным вальцовщика в одном из прокатных цехов завода «Азовсталь», что не помешало в срок защитить дипломный проект с отличной оценкой в 1959 году.
В 1959 году стал секретарём комсомольской организации «Азовстали», за два с половиной года был первым секретарём завкома, райкома и, горкома комсомола, после чего получил предложение занять должность заведующего отделом в Центральном Комитете ВЛКСМ. Манохин согласился, но в 1963 году уходит из аппарата ЦК ВЛКСМ, и устраивается на должность научного сотрудника одного из отделов Центрального научно-исследовательского института чёрной металлургии имени Бардина, занимавшегося проблемами непрерывной разливки стали (позже стал заведующим лабораторией этого института).
Его теоретические разработки, лабораторные и промышленные эксперименты наряду с другими учеными легли в основу проектирования уникального по тем временам комплекса из большегрузных конвертеров и установок непрерывной разливки стали на Новолипецком металлургическом комбинате. В 1969 году эта работа была отмечена Государственной премией СССР.
В 1969 году защитил кандидатскую диссертацию по материалам, полученным во время работы в отделе. В 1971 году защитил докторскую диссертацию.
С января 1974 по 1982 год — генеральный директор НПО «Тулачермет», созданного в Туле на базе Новотульского металлургического завода.
За практическое решение проблемы освоения производства феррованадия, вещества, без которого невозможно выплавлять высококачественные стали, в 1976 году Анатолию Ивановичу была присуждена Ленинская премия.
В 1978—87 годах совмещал должность гендиректора НПО «Тулачермет» с руководством Институтом металлургии имени А. А. Байкова.
15 марта 1979 года избран членом-корреспондентом АН СССР по специальности металлургия и технология порошковых материалов в отделении физикохимии и технологии неорганических материалов.
Умер 1 марта (по другим данным, 29 февраля) 1992 года в Москве от сердечного приступа, не дожив до своего 55-летия 5 дней. Похоронен на Троекуровском кладбище.

## Семья
Отец — Иван Афанасьевич — фронтовик, после войны работал водителем грузовика. Мать — Татьяна Ивановна, домохозяйка. Младшая сестра Людмила.

## Научная деятельность

### Направления работы
Основные работы посвящены организации сталеплавильного производства, непрерывной разливке стали, порошковой металлургии.
В 1975 под научным руководством Анатолия Ивановича в НПО «Тулачермет» был осуществлён пуск комплекса по переработке ванадиевых шлаков на базе высокоэкологичной технологии.
Внёс большой вклад в разработку теоретических аспектов и технологий получения порошковых материалов.

## Труды и публикации
- Получение однородной стали. М., 1978;
- Аморфные сплавы. М., 1984 (в соавт.);
- Развитие порошковой металлургии. М., 1988 (в соавт.);
- Новое в технологии получения материалов. М., 1990 (в соавт.);
- Теория неравновесной кристаллизации плоского слитка. М., 1992 (в соавт.)[3].